# میکلا میتی
میکلا میتی (ایتالیایی: Michela Miti؛ زاده ۱۲ ژوئن ۱۹۶۳) مدل، بازیگر و مجری زن اهل ایتالیا است.
وی مابین سال‌های ۱۹۷۹ تا ۱۹۸۰، مجری نخستین سری از برنامه تلویزیونی کودکان «۳٬۲٬۱ … تماس بگیرید!» بود.
وی به خاطر حضور برهنه‌اش در فیلم‌های کمدی سکسی سبک ایتالیایی شهرت یافت. او به همراه آلوارو ویتالی و رنتسو مونتانیانی در فیلم‌های این سبک بازی می‌کرد. عکس‌های او بر روی جلد مجلات مشهور بزرگسالان همچون پلی‌مِـن و بلیتز چاپ شده است.

## گزیدهٔ نقش‌آفرینی‌ها
- افسران پلیس (۲۰۰۴)
- این و آن (۱۹۸۳)
- سفیدبرفی و همراهان (۱۹۸۲)
- پیرنو دوباره می‌تازد (۱۹۸۲)
- بیا جلو، ابله (۱۹۸۲)
- آفرین به فک (۱۹۸۲)
- کروسان با خامه (۱۹۸۱)
- پیرینو در مقابل همه (۱۹۸۱)